# Decaphora
Decaphora là một chi nhện trong họ Sparassidae.

## Các loài
- Decaphora cubana (Banks, 1909)
- Decaphora kohunlich Rheims & Alayón, 2014
- Decaphora pestai (Reimoser, 1939)
- Decaphora variabilis (F. O. Pickard-Cambridge, 1900)